# Käärmeaapa
Käärmeaapa este o arie protejată (arie specială de conservare — SAC, sit de importanță comunitară — SCI, arie de protecție specială avifaunistică — SPA) din Finlanda întinsă pe o suprafață de 1.117 ha, integral pe uscat.

## Localizare
Centrul sitului Käärmeaapa este situat la coordonatele 65°46′13″N 25°48′44″E / 65.7703°N 25.8122°E.

## Înființare
Situl Käärmeaapa a fost declarat sit de importanță comunitară în august 1998 pentru a proteja 22 de specii de animale. Alte tipuri de protecție:
- arie de protecție specială avifaunistică (în august 1998)[2]
- arie specială de conservare (în aprilie 2015)[1][3][4]

## Biodiversitate
Situată în ecoregiunea boreală, aria protejată conține 5 habitate naturale: Lacuri și iazuri distrofice naturale, Turbării active, Mlaștini alcaline, Turbării Aapa, Taiga vestică.
La baza desemnării sitului se află mai multe specii protejate de  păsări (22): minunița (Aegolius funereus), rață sulițar (Anas acuta), gâscă de semănătură (Anser fabalis), rața moțată (Aythya fuligula), cocoșul de mesteacăn (Bonasa bonasia), bătăuș (Calidris pugnax), erete vânăt (Circus cyaneus), lebădă de iarnă (Cygnus cygnus), ciocănitoare neagră (Dryocopus martius), Emberiza rustica, cocor (Grus grus), pescăruș râzător (Larus ridibundus), becațină mică (Lymnocryptes minimus), Lyrurus tetrix tetrix, Mergellus albellus, codobatura galbenă (Motacilla flava), notatița cu ciocul subțire (Phalaropus lobatus), corcodel-urechiat (Podiceps auritus), chiră de baltă (Sterna hirundo),  cocoș de munte (Tetrao urogallus), fluierar negru (Tringa erythropus), fluierar de mlaștină (Tringa glareola).
Pe lângă speciile protejate, pe teritoriul sitului au mai fost identificate 2 specii de plante, 5 specii de păsări, 1 specie de mamifere.